# 1662 Гоффманн
1662 Гоффманн (1662 Hoffmann) — астероїд головного поясу, відкритий 11 вересня 1923 року.
Тіссеранів параметр щодо Юпітера — 3,324.